# Marcelo Pereira
Marcelo Antonio Pereira Rodríguez (Tegucigalpa, Departamento de Francisco Morazán, Honduras; 27 de mayo de 1995) es un futbolista hondureño. Juega como defensa central y su actual club es el C. S. Cartaginés de la Primera División de Costa Rica.

## Trayectoria

### Motagua
Se inició en las categorías inferiores del Club Deportivo Olimpia, pero luego prefirió jugar para las de Motagua. En 2013 llegó a las reservas de Motagua. Debutó oficialmente el 20 de noviembre de 2014 en un partido que Motagua ganó como visitante al Platense por 2-1. El 9 de agosto de 2015 se estrenó como goleador de Motagua en la goleada 5-1 contra el Victoria en Tegucigalpa.

## Selección nacional

### Selecciones menores
El 30 de abril de 2015 se anunció que había sido convocado para disputar la Copa Mundial de Fútbol Sub-20 de 2015 en Nueva Zelanda. Después, el 25 de julio de 2016 se anunció su convocatoria a la Selección Olímpica de Honduras para disputar los Juegos Olímpicos de Río 2016.

#### Participaciones en Juegos Olímpicos
| Juegos Olímpicos             | Sede   | Resultado    | PJ | Goles |
| ---------------------------- | ------ | ------------ | -- | ----- |
| Juegos Olímpicos de Río 2016 | Brasil | Cuarto lugar | 6  | 2     |

#### Participaciones en Copas del Mundo
| Mundial                     | Sede          | Resultado      |
| --------------------------- | ------------- | -------------- |
| Copa Mundial Sub-20 de 2015 | Nueva Zelanda | Fase de grupos |

### Selección absoluta
Recibió su primera convocatoria a la Selección de fútbol de Honduras para un partido amistoso contra la Argentina el 27 de mayo de 2016. Posteriormente, el 16 de junio de 2017 fue convocado por Jorge Luis Pinto para la Copa de Oro 2017.

#### Participaciones en Copa de Oro
| Copa             | Sede           | Resultado        | PJ | Goles |
| ---------------- | -------------- | ---------------- | -- | ----- |
| Copa de Oro 2017 | Estados Unidos | Cuartos de final | 0  | 0     |
| Copa de Oro 2021 | Estados Unidos | Cuartos de final | 1  | 0     |

## Estadísticas

### Clubes
| Club | Div.                | Temporada           | Liga  | Liga  | Copas Nacionales(1) | Copas Nacionales(1) | Copas Internacionales(2) | Copas Internacionales(2) | Total | Total |
| Club | Div.                | Temporada           | Part. | Goles | Part.               | Goles               | Part.                    | Goles                    | Part. | Goles |
| --- | ------------------- | ------------------- | ----- | ----- | ------------------- | ------------------- | ------------------------ | ------------------------ | ----- | ----- |
| F. C. Motagua Honduras | 1.ª                 | 2014-15             | 9     | 0     | -                   | -                   | -                        | -                        | 9     | 0     |
| F. C. Motagua Honduras | 1.ª                 | 2015-16             | 13    | 1     | -                   | -                   | 1                        | 0                        | 14    | 1     |
| F. C. Motagua Honduras | 1.ª                 | 2016-17             | 28    | 2     | -                   | -                   | -                        | -                        | 28    | 2     |
| F. C. Motagua Honduras | 1.ª                 | 2017-18             | 23    | 1     | -                   | -                   | 2                        | 0                        | 25    | 1     |
| F. C. Motagua Honduras | 1.ª                 | 2018-19             | 23    | 4     | -                   | -                   | 2                        | 0                        | 25    | 4     |
| F. C. Motagua Honduras | 1.ª                 | 2019-20             | 29    | 1     | -                   | -                   | 9                        | 1                        | 38    | 2     |
| F. C. Motagua Honduras | 1.ª                 | 2020-21             | 26    | 0     | -                   | -                   | 3                        | 0                        | 29    | 0     |
| F. C. Motagua Honduras | 1.ª                 | 2021-22             | 26    | 2     | -                   | -                   | 10                       | 1                        | 36    | 3     |
| F. C. Motagua Honduras | 1.ª                 | 2022-23             | 27    | 2     | -                   | -                   | 8                        | 0                        | 35    | 2     |
| F. C. Motagua Honduras | 1.ª                 | 2023-24             | 10    | 1     | -                   | -                   | 5                        | 0                        | 15    | 1     |
| F. C. Motagua Honduras | Total               | Total               | 214   | 14    | 0                   | 0                   | 40                       | 2                        | 254   | 16    |
| Total en su carrera | Total en su carrera | Total en su carrera | 214   | 14    | 0                   | 0                   | 40                       | 2                        | 254   | 16    |
| (1) Incluye datos de la Liga de Campeones de la Concacaf (2015-16, 2018, 2020, 2022) y Liga Concacaf (2018, 2019, 2020, 2021). |                     |                     |       |       |                     |                     |                          |                          |       |       |

## Palmarés

### Campeonatos nacionales
| Campeonato            | Club          | País     | Año  |
| --------------------- | ------------- | -------- | ---- |
| Torneo Apertura       | F. C. Motagua | Honduras | 2014 |
| Torneo Apertura       | F. C. Motagua | Honduras | 2016 |
| Torneo Clausura       | F. C. Motagua | Honduras | 2017 |
| Supercopa de Honduras | F. C. Motagua | Honduras | 2017 |
| Torneo Apertura       | F. C. Motagua | Honduras | 2018 |
| Torneo Clausura       | F. C. Motagua | Honduras | 2019 |
| Torneo Clausura       | F. C. Motagua | Honduras | 2022 |

### Campeonatos internacionales
| Título               | Club                  | Lugar            | Año  |
| -------------------- | --------------------- | ---------------- | ---- |
| Copa Centroamericana | Selección de Honduras | Ciudad de Panamá | 2017 |